# Bitka pri Zwartewaalu
Bitka pri Zwartewaalu (ali bitka pri Vlaardingenu) je bila odločilna pomorska bitka med vojnami trnka in trske.

## Kontekst
Prva faza vojn trnka in trske je potekala med Viljemom I., bavarskim vojvodo in njegovo materjo Margareto, grofico Hainaut. Takrat je bil Viljem splošno znan kot Viljem Bavarski ali Viljem Čakajoči. Kasneje je postal znan kot Viljem V. Nizozemski. Podprla ga je stranka trsk. Margareta, grofica Hainautska, je bila tudi priznana grofica Holandije in Zelandije. Vse to naj bi podedoval njen sin. Podprla jo je stranka Trnek. Viljem je bil poročnik svoje matere v Holandiji in Zelandiji. Po prvem poskusu prevzema oblasti od svoje matere v Holandiji je bil Viljem nameščen v priporu v Hainaultu.
Februarja 1351 so nekateri plemiči Trsk osvobodili Viljema Bavarskega iz gradu Burbant v Athu in ga pripeljali v Holandijo. Viljem se je nato formalno povezal s stranko Trsk, ki ga je priznala za svojega grofa. Povezal se je tudi s škofom iz Utrechta. Medtem ko so se Dordrecht, Middelburg in Zierikzee povezali z Margareto, sta Viljema priznala Kennemerland in Zahodna Frizija. Aprila 1351 se je Margareta preselila v Calais, da bi poiskala angleško pomoč. Viljem je nato zavzel Dordrecht, najpomembnejše mesto na Nizozemskem. Albert in skupina Trsk sta zasedla skoraj vsa mesta, nato pa sta začela kampanjo proti številnim gradovom, ki so jih imeli njihovi nasprotniki zavezništva Trnek.

## Angleška intervencija
Edvard III. Angleški je imel gospodarske interese v Nizkih deželah. Margareta ga je bila pripravljena začasno imenovati za 'skrbnika' Holandije in Zelandije v zameno za njegovo podporo. V zelandskih mestih, kot sta Middelburg in Zierikzee, so bili naklonjeni tesnim političnim odnosom z Anglijo, ker so imeli z njo veliko gospodarskih vezi.
Edvard III. je imel mogočno floto, ki je pred kratkim dosegla zmage v bitki pri Sluysu leta 1340 in bitki pri Winchelseaju avgusta 1350. Angleška flota je bila poslana v Zelandijo, da bi se tam pridružila Margaretini skupini. V bitki pri Veereju maja 1351 je ta flota premagala Viljemovo floto. Celotna Zelandija je nato prišla pod nadzor Margarete in Angležev. 

## Bitka pri Zwartewaalu

### Lokacija
Zwartewaal je mesto na Oude Maasu (Starem Masu). Pred poplavo sv. Elizabete leta 1421 je velik del Meuse tekel v morje skozi Oude Maas. Drugi del je tekel naprej proti severu skozi Noord in se pridružil Leku (glavna struga Rena od leta 1122), da je tvoril Nieuwe Maas, takrat znan kot 'Merwe'. Od leta 1904 skoraj vsa voda Meuse teče skozi Bergse Maas, ne da bi kdaj dosegla Oude Maas ali Nieuwe Maas.
Viljem Bavarski je bitko pravzaprav označil kot: den stride, die wy verwonnen up die Maze by den Zwerten Wale (bitka, ki smo jo dobili na Meuse pri Zwartewaalu).

### Priprave
Po porazu pri Veereju se je Viljem temeljito pripravljal na naslednjo bitko. Zbral je vojsko iz Holandije, Kennemerlanda in Zahodne Frizije (zdaj vse v Holandiji). Pridružili so se mu Janez  Arkelski, gospa Matilda Voorneška, Janez Kulemborški, Janez Egmontski, Gerit Heemskerški, Gerit Herlaerški ter številni gospodje in vojaki iz Kleve-ja, Geldersa in zgornje Nemčije.
Margareta je imela vojake iz Anglije, Hainaulta, Zelandije in Walcherena, med njimi številne gospode, barone, viteze in oščitnike. 

### Flota zavezništva Trnek pluje po reki Meuse
Margaretino ladjevje je priplulo do ustja reke Meuse. 4. julija 1351 sta se floti spopadli nedaleč od Brielle, zahodno od Zwartewaala. Rezultat je bila zmaga Trsk. Margareta je pobegnila z nekaj ladjami. Izgube na strani Trnkov so bile velike. Angleški admiral je bil ubit. Na strani zavezništva Trnek so bili ubiti gospodje Kostin Renessejski in Floris Haamstedski ter mnogi drugi. Dirk Brederodski in mnogi drugi so bili ujeti. 

### Rezultat
Bitka pri Zwartewaalu se bo izkazala za odločilno. Zelandija se je spet podredila Viljemu. Margareta je upala na angleško posredovanje, vendar so ji do decembra 1351 v Holandiji ostali le posesti Geertruidenberg, grad Vredelant na meji z Utrechtom in grad Stari Haerlem. Viljem je nato sklenil mir z Anglijo, Margreta pa je obdržala samo grofijo Hainault.